# Soubey
Soubey is een gemeente en plaats in het Zwitserse kanton Jura, en maakt deel uit van het district Franches-Montagnes.

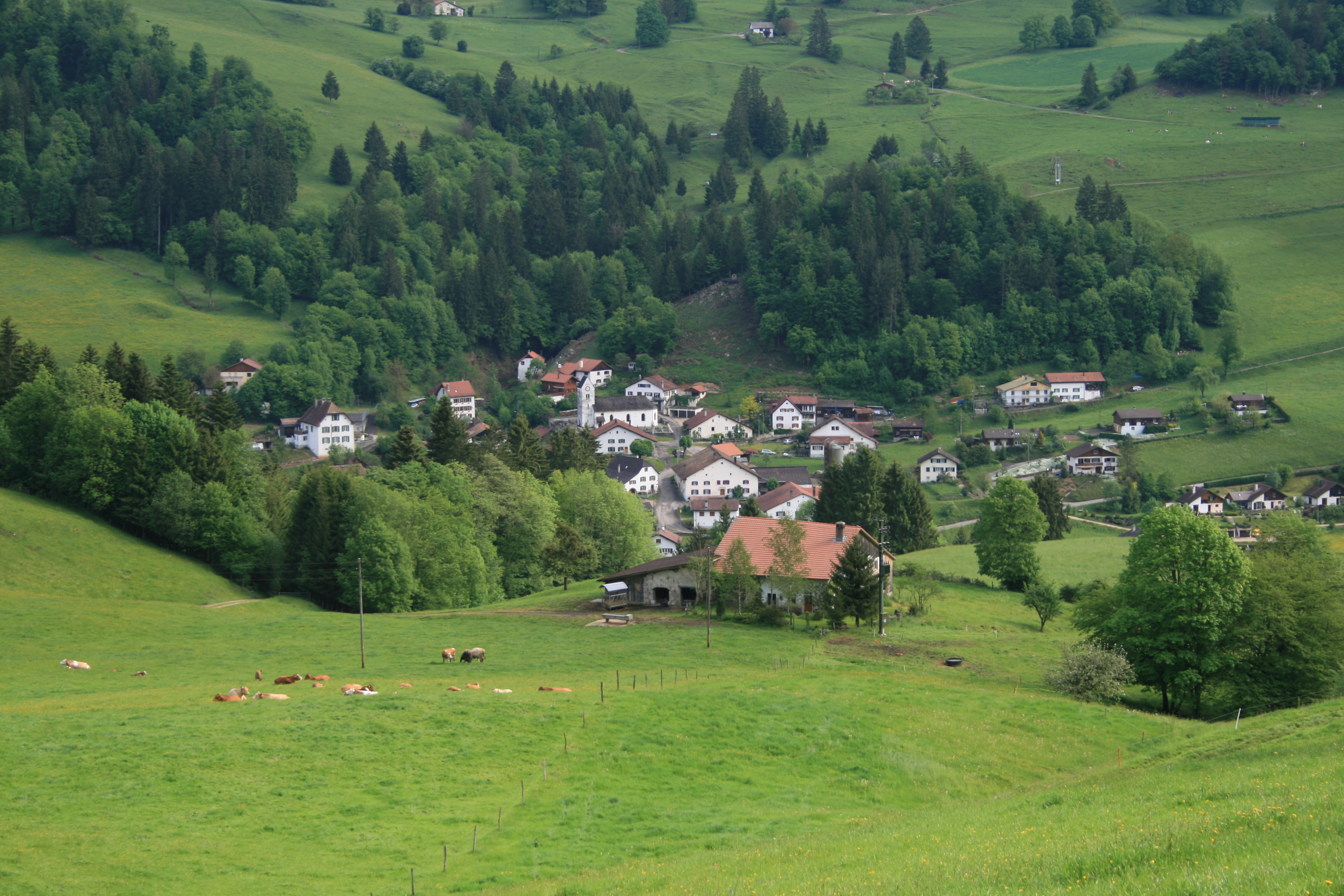
Soubey

Soubey telt 154 inwoners.